# Kill Bill (canción)
«Kill Bill» es una canción de la cantautora estadounidense SZA de su segundo álbum de estudio, SOS lanzada como sencillo el 10 de enero de 2023. La canción toma el título de Kill Bill: Volumen 1 (2003) y Volumen 2 (2004), una duología de películas de artes marciales que se centra en una asesina llamada the Bride y su búsqueda de venganza contra su exnovio asesinándolo. Reflejando el argumento de las películas, la letra de la canción habla de la fantasía de SZA de matar a un exnovio y a su nueva novia por celos. 
Se identifica como una canción R&B construida en torno a un ritmo de midtempo, groovy y una melodía desafinada. Está respaldada por bajo eléctrico, guitarras y una flauta. Usa de sample una pieza producida a partir de un Mellotron.
Los críticos elogiaron el trabajo de SZA por su claridad narrativa de emociones violentas y sin filtro. Sus fantasías de asesinato les parecieron extremas, pero hasta cierto punto comprensibles, debido a su sentimiento subyacente de hacer lo que sea necesario por amor. Impulsada por su éxito en los servicios de streaming, «Kill Bill» superó a «Kiss Me More» como la canción más vendida de la cantante en Estados Unidos, alcanzando el número 2 durante cinco semanas, y se convirtió en su primer número uno en las listas Streaming Songs y Global 200 de Billboard. La canción alcanzó el top 10 en más de 10 territorios de todo el mundo, con números uno en seis países.
Tras su rendimiento en streaming, RCA Records comenzó a promocionarla en la radio estadounidense el 10 de enero de 2023, como quinto sencillo de SOS. Ese mismo día se estrenó un vídeo musical para la canción; dirigido por Christian Breslauer, reimagina varias escenas de las películas de Kill Bill, con la cantante como una interpretación de the Bride y Vivica A. Fox, una de las actrices protagonistas de la duología, en un papel secundario. El vídeo termina cuando SZA se enfrenta a su exnovio y le arranca el corazón, matándolo.

## Antecedentes

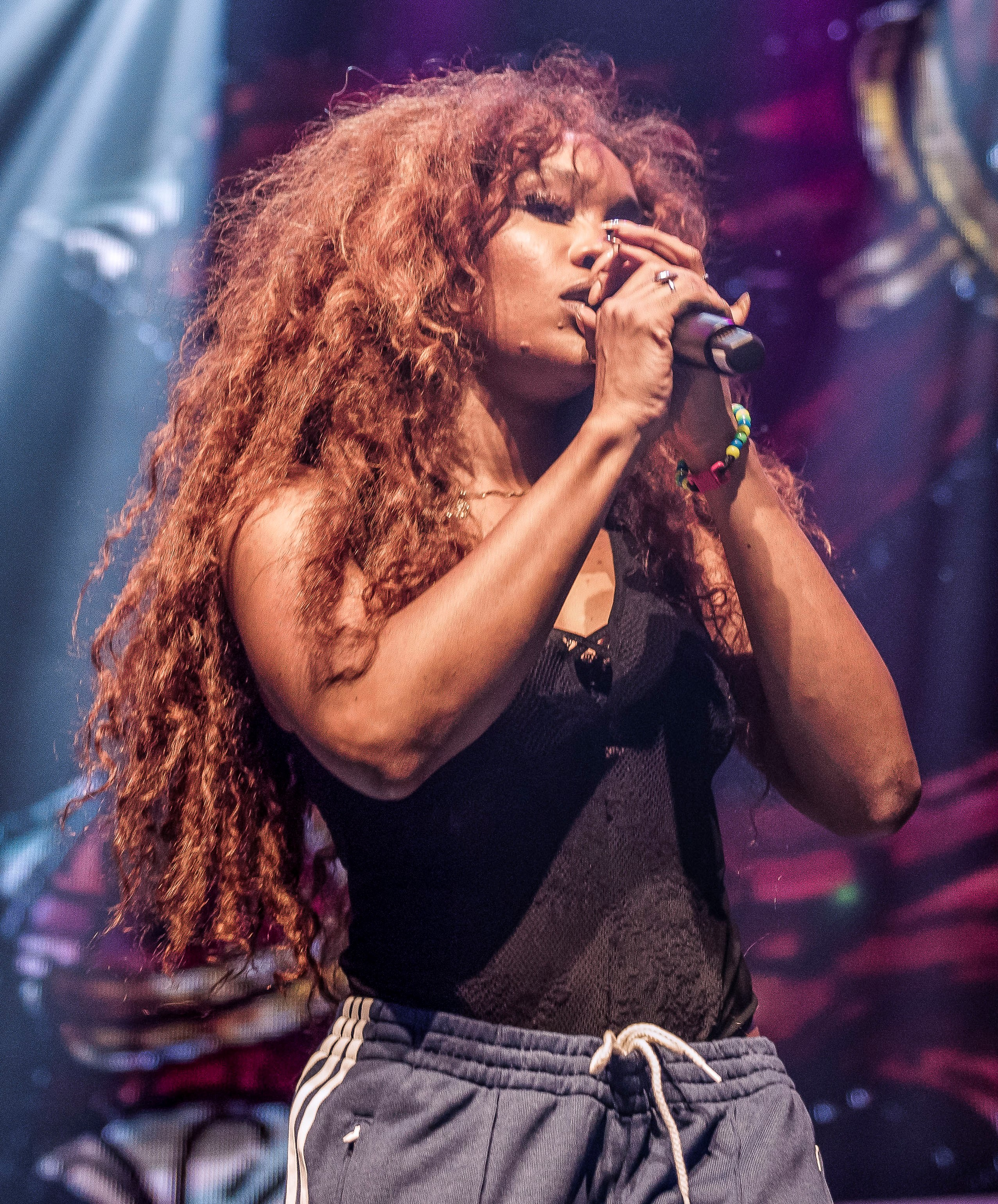
SZA actuando en Ctrl the Tour (2017-2018)

SZA lanzó su álbum de estudio debut Ctrl, en 2017. Principalmente un álbum de R&B que trata temas como el desamor, Ctrl recibió elogios generalizados por sus interpretaciones vocales y su estilo musical ecléctico, así como por la cercanía, el impacto emocional y la naturaleza confesional de sus canciones. El álbum lanzó a SZA a la fama, y los críticos le atribuyen el mérito de consolidar su estatus como figura importante de la música pop y R&B contemporánea y de ampliar los límites del género R&B.
SZA aludió a la posibilidad de lanzar su segundo álbum próximamente en agosto de 2019 durante una entrevista con el DJ Kerwin Frost. Comentando sobre el proceso creativo detrás del álbum, declaró que sería tan sincero y personal como Ctrl: "Este próximo álbum es aún más de mí, con menos miedo de enseñar de quién soy cuando no tengo otra opción. Cuando no estoy tratando de controlarme y contenerme". Cuando SZA colaboró con Cosmopolitan para su número en febrero de 2021, habló de su proceso creativo en la concepción del álbum. Dijo: "este álbum va a ser la mierda que me ha hecho sentir algo en mi... aquí y aquí", señalando su corazón y sus tripas.
Como se mencionó antes, la canción toma su título de Kill Bill: Volumen 1 (2003) y Kill Bill: Volumen 2 (2004), una duología de películas de artes marciales dirigidas por Quentin Tarantino y protagonizada por Uma Thurman. La trama se centra en una asesina llamada Beatrix Kiddo (la novia) y sus planes para asesinar a Bill, el jefe de los asesinos de Víbora Mortal y un antiguo interés romántico que intentó matarla en el día de su boda.. Mientras veía las películas, SZA encontró una gran curiosidad por Bill como personaje, lo encontró como alguien complejo y lleno de matices, dijo: "Siento que no entiende por qué hizo lo que hizo. Está vacío de emociones, pero quería tanto a la Novia que no podía soportar que estuviera con nadie más".

## Composición

### Música y producción
Los periodistas musicales han descrito «Kill Bill» como predominantemente pop y R&B, inspirándose en géneros asociados como el pop psicodélico, pop soul, y doo-wop. Presenta corcheas básicas e incorpora un ritmo de medio tempo, groovy y una melodía desafinada. La canción fue producida por Rob Bisel y Carter Lang. Mientras que el trabajo en SOS había comenzado en 2019, «Kill Bill» se grabó en 2022 junto con un número significativo de otras pistas debido a ráfagas de productividad por la presión del tiempo de entrega. Lang comentó: "Fue entonces cuando [nosotros] empezamos a sentirnos como, hey, 'Tenemos que hacer esta mierda de alguna forma, han pasado varios años'. Reprimimos esa energía y todo fue una especie de preparación para ese momento".
La producción comenzó cuando Bisel grabó una flauta en el Mellotron, un teclado electrónico en el que cada tecla reproduce cintas pregrabadas de diversos sonidos. Envió el clip de audio a Lang, que creó el ritmo de la canción empezando con una batería de estilo boom bap. El resto de instrumentos, la guitarra y el bajo eléctrico, se añadieron después de la batería. Varias semanas después, SZA pidió a Bisel que tocara el ritmo de la canción mientras estaban solos en el estudio de grabación. Tarareando melodías vocales, empezó a escribir el gancho en su teléfono, se dirigió a Bisel para decirle sobre la letra: "Tengo una idea. Puede que sea demasiado loca, pero dime qué te parece".

### Letra
SZA declaró a Glamour en 2022 que muchas canciones de SOS giraban en torno a temas de venganza, desamor e ira. Y añadió: "Nunca me he enojado de esa forma. Esta es mi época de villana, y me siento muy orgullosa de ello. Está es la forma en la que digo no [...] Está en la lista de cosas jodidas que no pido perdón". En la letra, SZA expresa resentimiento hacia su exnovio tras una ruptura, al tiempo que intenta mantener la compostura mirando la situación desde una perspectiva lógica. La premisa de la canción se basa en gran medida en las películas de Kill Bill, ya que sigue a SZA mientras planea vengarse de su exnovio mediante el asesinato. SZA canta la letra con una voz suave, como un croon, lo que crea una yuxtaposición entre el tono inocente de sus melodías vocales y la naturaleza violenta de la letra.
A pesar de su odio y celos, el amor por su ex continua, la canción explora cómo el amor intenso y el intenso vitriolo hacia alguien pueden coexistir a menudo el uno con el otro. Intenta navegar por sus problemas a través de consultas de terapia, lo que la lleva a pensar que es madura y se felicita burlonamente por ello. Aunque su terapeuta le ha aconsejado que busque otros hombres, ella lo quiere hasta tal punto que seguiría prefiriendo estar con él que con cualquier otra persona. SZA canta que si ella no puede tenerlo de vuelta, entonces "nadie debería"; lo que sigue es el estribillo, en el que fantasea con matarlo a él y a su nueva novia Reconoce que es una mala idea y se pregunta: "¿cómo he llegado hasta aquí?.
A medida que avanza la canción, empieza a planear su venganza: examina cuidadosamente viejos mensajes de texto con su ex que podrían implicarla en el asesinato. Al llegar al estribillo final, ha procedido al doble homicidio y razona que ir a la cárcel es un destino mejor que estar sola. SZA justifica aún más sus acciones diciendo que asesinó a su ex por amor. En la última línea de la canción, admite que preferiría ir al infierno que vivir sin él. Debido a la naturaleza violenta de la letra, algunas emisoras de radio reprodujeron una versión censurada, reemplazando la palabra "matar" con el sonido de un cuchillo.